# Václav Jemelka
Václav Jemelka (Olomouc, 23 giugno 1995) è un calciatore ceco, difensore del Viktoria Plzeň.

## Statistiche

### Presenze e reti nei club
Statistiche aggiornate al 7 dicembre 2020.
| Stagione              | Squadra               | Campionato            | Campionato | Campionato | Coppe nazionali | Coppe nazionali | Coppe nazionali | Coppe europee | Coppe europee | Coppe europee | Altre coppe | Altre coppe | Altre coppe | Totale | Totale |
| Stagione              | Squadra               | Comp                  | Pres       | Reti       | Comp            | Pres            | Reti            | Comp          | Pres          | Reti          | Comp        | Pres        | Reti        | Pres   | Reti   |
| --------------------- | --------------------- | --------------------- | ---------- | ---------- | --------------- | --------------- | --------------- | ------------- | ------------- | ------------- | ----------- | ----------- | ----------- | ------ | ------ |
| 2015-2016             | Sigma Olomouc         | 1L                    | 0          | 0          | MC              | 1               | 0               | -             | -             | -             | -           | -           | -           | 1      | 0      |
| 2016-2017             | Sigma Olomouc         | 2L                    | 7          | 0          | MC              | 0               | 0               | -             | -             | -             | -           | -           | -           | 7      | 0      |
| 2017-2018             | Sigma Olomouc         | 1L                    | 27         | 1          | MC              | 1               | 0               | -             | -             | -             | -           | -           | -           | 28     | 1      |
| 2018-2019             | Sigma Olomouc         | 1L                    | 26+2       | 2          | MC              | 3               | 1               | UEL           | 3             | 0             | -           | -           | -           | 34     | 3      |
| 2019-2020             | Sigma Olomouc         | 1L                    | 31         | 3          | MC              | 5               | 0               | -             | -             | -             | -           | -           | -           | 36     | 3      |
| ago.-ott. 2020        | Sigma Olomouc         | 1L                    | 6          | 0          | MC              | 0               | 0               | -             | -             | -             | -           | -           | -           | 6      | 0      |
| ott. 2020-2021        | OH Lovanio            | D1                    | 23         | 0          | CB              | 2               | 0               | -             | -             | -             | -           | -           | -           | 25     | 0      |
| 2021-2022             | Sigma Olomouc         | 1L                    | 23+4       | 1+0        | CRC             | 3               | 0               | -             | -             | -             | -           | -           | -           | 30     | 1      |
| ago. 2022             | Sigma Olomouc         | 1L                    | 2          | 0          | CRC             | 0               | 0               | -             | -             | -             | -           | -           | -           | 2      | 0      |
| Totale Sigma Olomouc  | Totale Sigma Olomouc  | Totale Sigma Olomouc  | 122+6      | 7          |                 | 13              | 1               |               | 3             | 0             |             | -           | -           | 144    | 8      |
| 2022-2023             | Viktoria Plzeň        | 1L                    | 27+3       | 0          | CRC             | 1               | 0               | UCL           | 8             | 0             | -           | -           | -           | 39     | 0      |
| 2023-2024             | Viktoria Plzeň        | 1L                    | 17+2       | 0          | CRC             | 4               | 0               | UECL          | 9             | 0             | -           | -           | -           | 32     | 0      |
| 2024-2025             | Viktoria Plzeň        | 1L                    | 19         | 0          | CRC             | 1               | 0               | UEL           | 12            | 1             | -           | -           | -           | 32     | 1      |
| Totale Viktoria Plzen | Totale Viktoria Plzen | Totale Viktoria Plzen | 63+5       | 0          |                 | 6               | 0               |               | 29            | 1             |             | -           | -           | 103    | 1      |
| Totale carriera       | Totale carriera       | Totale carriera       | 219        | 7          |                 | 19              | 1               |               | 32            | 1             |             | -           | -           | 272    | 9      |

### Cronologia presenze e reti in nazionale
| Cronologia completa delle presenze e delle reti in nazionale ― Rep. Ceca | Cronologia completa delle presenze e delle reti in nazionale ― Rep. Ceca | Cronologia completa delle presenze e delle reti in nazionale ― Rep. Ceca | Cronologia completa delle presenze e delle reti in nazionale ― Rep. Ceca | Cronologia completa delle presenze e delle reti in nazionale ― Rep. Ceca | Cronologia completa delle presenze e delle reti in nazionale ― Rep. Ceca | Cronologia completa delle presenze e delle reti in nazionale ― Rep. Ceca | Cronologia completa delle presenze e delle reti in nazionale ― Rep. Ceca |
| Data                                                                     | Città                                                                    | In casa                                                                  | Risultato                                                                | Ospiti                                                                   | Competizione                                                             | Reti                                                                     | Note                                                                     |
| ------------------------------------------------------------------------ | ------------------------------------------------------------------------ | ------------------------------------------------------------------------ | ------------------------------------------------------------------------ | ------------------------------------------------------------------------ | ------------------------------------------------------------------------ | ------------------------------------------------------------------------ | ------------------------------------------------------------------------ |
| 7-9-2020                                                                 | Olomouc                                                                  | Rep. Ceca                                                                | 1 – 2                                                                    | Scozia                                                                   | UEFA Nations League 2020-2021 - 1º turno                                 | -                                                                        |                                                                          |
| 11-11-2020                                                               | Berlino                                                                  | Germania                                                                 | 1 – 0                                                                    | Rep. Ceca                                                                | Amichevole                                                               | -                                                                        |                                                                          |
| 8-9-2021                                                                 | Plzeň                                                                    | Rep. Ceca                                                                | 1 – 1                                                                    | Ucraina                                                                  | Amichevole                                                               | -                                                                        |                                                                          |
| 9-6-2022                                                                 | Lisbona                                                                  | Portogallo                                                               | 2 – 0                                                                    | Rep. Ceca                                                                | UEFA Nations League 2022-2023 - 1º turno                                 | -                                                                        | 46’                                                                      |
| 12-6-2022                                                                | Malaga                                                                   | Spagna                                                                   | 2 – 0                                                                    | Rep. Ceca                                                                | UEFA Nations League 2022-2023 - 1º turno                                 | -                                                                        |                                                                          |
| 24-9-2022                                                                | Praga                                                                    | Rep. Ceca                                                                | 0 – 4                                                                    | Portogallo                                                               | UEFA Nations League 2022-2023 - 1º turno                                 | -                                                                        |                                                                          |
| 27-9-2022                                                                | San Gallo                                                                | Svizzera                                                                 | 2 – 1                                                                    | Rep. Ceca                                                                | UEFA Nations League 2022-2023 - 1º turno                                 | -                                                                        |                                                                          |
| 27-3-2023                                                                | Chișinău                                                                 | Moldavia                                                                 | 0 – 0                                                                    | Rep. Ceca                                                                | Qual. Euro 2024                                                          | -                                                                        |                                                                          |
| 16-11-2024                                                               | Tirana                                                                   | Albania                                                                  | 0 – 0                                                                    | Rep. Ceca                                                                | UEFA Nations League 2024-2025 - 1º turno                                 | -                                                                        |                                                                          |
| 19-11-2024                                                               | Olomouc                                                                  | Rep. Ceca                                                                | 2 – 1                                                                    | Georgia                                                                  | UEFA Nations League 2024-2025 - 1º turno                                 | -                                                                        |                                                                          |
| Totale                                                                   |                                                                          | Presenze                                                                 | 10                                                                       |                                                                          | Reti                                                                     | 0                                                                        |                                                                          |